# Ring (平井堅單曲)
《Ring》，日本男歌手平井堅的第17張單曲。2002年11月7日發行。

## 概述
- 平井堅2002年第4張單曲，亦為第五張專輯《LIFE is...》先行單曲。
- 竹野內豐主演的日劇《心理醫生》主題曲。
- 本人首次未參與音樂錄影帶的演出。

## 收錄曲目
1. Ring
  - 作詞、作曲：平井堅／編曲：富田恵一
  - 日本電視台連續劇《心理醫生》主題曲
2. somebody's girl
  - 作詞、作曲：藤林聖子／編曲：URU
  - 資生堂「ELIXIR SUPERIEUR」電視廣告曲
3. Strawberry Sex ～Sweet Mix～
  - 作詞：平井堅、中野雅仁／作曲：多田琢／Remixe：Stephane K
4. Ring（less vocal）

## 紀錄
- 接續《爺爺的古老大鐘》奪下Oricon公信榜冠軍後，個人第二張冠軍單曲。
- 獲得SPACE SHOWER TV「SPACE SHOWER MUSIC VIDEO AWARD '03」BEST MALE VIDEO部門獎項。

## 外部連結
- Sony Music的作品介紹
  - 通常盤